# Лодки выходят из порта
«Лодки выходят из порта» (фр. Bateaux quittant le port) — картина французского художника Клода Моне, написанная в 1874 году. На картине изображён морской порт в Гавре с выходящими в море рыбацкими лодками. Более полное название картины — «Гавр, рыбацкие лодки выходят из порта» (фр. Le Havre, bateaux de pêche sortant du port).
Картина является одним из четырёх видов Гаврского порта, написанных Моне в 1872—1874 годах и имеющих единое композиционное решение. Эта серия была открыта одной из самых знаменитых картин в мировой живописи — «Впечатление. Восходящее солнце» — положившей начало импрессионизму и хранящейся ныне во Франции в музее Мармоттан-Моне. Две других картины находятся в Художественном музее Филадельфии (США) и в Государственном Эрмитаже (Санкт-Петербург, Россия).
Сообщается, что эта картина была предоставлена анонимным частным коллекционером в аренду Музею искусств округа Лос-Анджелес.